# 고창현
고창현(한국 한자: 高昌賢, 1983년 9월 15일 ~ )은 대한민국의 전 축구 선수로서 포지션은 미드필더였다.

## 개요
금호고등학교를 거쳤다. 상대를 두려워하지 않는 플레이 스타일이 웨인 루니와 닮았다는 점에 착안하여 '한국의 루니'라는 별명이 붙었다.

## 축구인 생활

### 선수 생활
2002년 수원 삼성 블루윙즈에서 데뷔하였고, 2005년 권집과 함께 안효연과의 맞트레이드로 부산 아이파크로 이적하였고, 2007년 광주 상무 불사조에 입대하였다.
2009년, 군복무를 마친 후 수원 삼성 블루윙즈 시절 감독이었던 김호 감독의 부름을 받고 대전 시티즌으로 팀을 옮겼다. 당해 9월에는 '선수들이 뽑은 최고의 프리키커'로 선정되기도 하였다.
2010 시즌 여름, 울산 현대로 이적하였다. 2012 시즌 초반 계약 문제로 선수 등록이 늦어져 개막 후 1달이 지나서야 경기에 출전하였다.
2013 시즌에는 부진하여 방출 대상이 되었으나, 조민국이 울산 감독으로 부임한 후, 주전자리를 차지하였다.
2015 시즌 후, 자유계약선수로 공시되어 팀을 떠났으며, 이후 현역에서 은퇴하였다.

## 플레이 스타일
날카로운 패스와 정확한 킥, 강한 몸싸움과 돌파력을 이용한 활발한 침투를 선보인다.

## 국가대표 경력
2011년 3월 15일 온두라스 전을 앞두고 대한민국 축구 국가대표팀에 처음으로 발탁되었으나, 경기에는 출전하지 못하였다.

## 경력

### 선수 경력
- 2002년 ~ 2004년  수원 삼성 블루윙즈
- 2005년 ~ 2006년  부산 아이파크
- 2007년 ~ 2008년  광주 상무 불사조 (군복무)
- 2009년 ~ 2010년  대전 시티즌
- 2010년 ~ 2015년  울산 현대

## 수상

### 클럽

#### 수원 삼성 블루윙즈
- K-리그 우승 1회 (2004년)
- FA컵 우승 1회 (2002년)
- 아시아 클럽 챔피언십 우승 1회 (2002년)
- 아시아 슈퍼컵 우승 1회 (2002년)

#### 울산 현대 축구단
- 2011 러시앤캐시컵 우승 1회 (2011년)
- AFC 챔피언스리그 우승 1회 (2012년)